# Ilja Markow
Ilja Władisławowicz Markow (ros. Илья Владиславович Марков; ur. 19 czerwca 1972 w Asbiest) – rosyjski lekkoatleta specjalizujący się w chodzie sportowym, głównie na dystansie 20 km. Trzykrotny uczestnik igrzysk olimpijskich (Atlanta, Sydney, Pekin), w tym wicemistrz olimpijski z Atlanty, złoty medalista mistrzostw świata i Europy seniorów, zdobywca złotych medali mistrzostw świata i Europy w kategorii wiekowej do lat 20.

## Kariera
W 1990 roku wywalczył tytuł mistrza świata juniorów, rok później otrzymał złoty medal mistrzostw Europy juniorów, te osiągnięcia zanotował w konkurencji chodu na 10 000 m. W 1994 roku wziął udział w mistrzostwach Europy seniorów, natomiast rok później startował na mistrzostwach globu, rozgrywane w ich ramach zawody chodu na 20 km ukończył odpowiednio na 18. i 4. miejscu.
Olimpijski debiut zawodnika miał miejsce podczas igrzysk w Atlancie, tutejszy konkurs chodu na 20 km ukończył na 2. miejscu z czasem 1:20:16 i tym samym zdobył srebrny medal, walkę o złoto przegrał z reprezentantem Ekwadoru Jeffersonem Pérezem o 9 sekund.
Rok po olimpijskim sukcesie otrzymał złoty medal uniwersjady w chodzie na 20 km. W tejże konkurencji zdobył w 1998 roku złoty medal mistrzostw Europy, natomiast rok później został złotym medalistą światowego czempionatu. Na igrzyskach olimpijskich w Sydney nie udało mu się ponownie zdobyć medalu, konkurs chodu na 20 km zakończył na 15. miejscu z czasem 1:23:03. Uczestniczył w mistrzostwach świata rozgrywanych w Edmonton, tam zdobył kolejny medal (tym razem srebrny). Startował także na mistrzostwach globu rozgrywanych w 2003, 2005 i 2007 roku – w żadnym z występów nie zdobył medalu, najlepszy rezultat osiągnął na czempionacie w Paryżu, zajmując 8. miejsce w finale chodu na 20 km.
Konkurs chodu na 20 km rozgrywany w ramach igrzysk olimpijskich w Pekinie ukończył na 17. miejscu z rezultatem czasowym 1:22:02. Po raz ostatni w zawodach międzynarodowych wystąpił w lutym 2010 roku podczas zawodów lekkoatletycznych w Granollers, tutejszy konkurs chodu na 10 km ukończył na 12. miejscu.
W latach 2009–2013 podjął pracę trenera polskiej kadry w chodzie sportowym, za jego kadencji jego podopieczny Grzegorz Sudoł zdobył srebrny medal mistrzostw Europy.

## Osiągnięcia
| Rok     | Zawody                              | Miasto        | Miejsce | Konkurencja      | Wynik      |
| ------- | ----------------------------------- | ------------- | ------- | ---------------- | ---------- |
| 1990    | Mistrzostwa świata juniorów         | Płowdiw       | złoto   | chód na 10 000 m | 39:55,52   |
| 1991    | Mistrzostwa Europy juniorów         | Saloniki      | złoto   | chód na 10 000 m | 41:11,22   |
| 1994    | Mistrzostwa Europy                  | Helsinki      | 18.     | chód na 20 km    | 1:26:53    |
| 1995    | Mistrzostwa świata                  | Göteborg      | 4.      | chód na 20 km    | 1:21:28    |
| 1996    | Igrzyska olimpijskie                | Atlanta       | srebro  | chód na 20 km    | 1:20:16    |
| 1997    | Puchar świata w chodzie sportowym   | Podiebrady    | brąz    | chód na 20 km    | 1:18:30    |
| 1997    | Mistrzostwa świata                  | Ateny         | DSQ     | chód na 20 km    | N/A        |
| 1997    | Uniwersjada                         | Katania       | złoto   | chód na 20 km    | 1:25:36    |
| 1998    | Igrzyska dobrej woli                | Nowy Jork     | złoto   | chód na 20 000 m | 1:23:29,70 |
| 1998    | Mistrzostwa Europy                  | Budapeszt     | złoto   | chód na 20 km    | 1:21:10    |
| 1999    | Puchar świata w chodzie sportowym   | Mézidon-Canon | 7.      | chód na 20 km    | 1:21:42    |
| 1999    | Mistrzostwa świata                  | Sewilla       | złoto   | chód na 20 km    | 1:23:34    |
| 2000    | Igrzyska olimpijskie                | Sydney        | 15.     | chód na 20 km    | 1:23:03    |
| 2001    | Mistrzostwa świata                  | Edmonton      | srebro  | chód na 20 km    | 1:20:33    |
| 2003    | Puchar Europy w chodzie sportowym   | Czeboksary    | 5.      | chód na 20 km    | 1:21:29    |
| 2003    | Mistrzostwa świata                  | Paryż         | 8.      | chód na 20 km    | 1:20:14    |
| 2003    | Światowe wojskowe igrzyska sportowe | Katania       | srebro  | chód na 10 000 m | 39:33,16   |
| 2004    | Puchar świata w chodzie sportowym   | Naumburg      | DSQ     | chód na 20 km    | N/A        |
| 2005    | Puchar Europy w chodzie sportowym   | Miszkolc      | złoto   | chód na 20 km    | 1:20:50    |
| 2005    | Mistrzostwa świata                  | Helsinki      | DSQ     | chód na 20 km    | N/A        |
| 2007    | Mistrzostwa świata                  | Osaka         | 9.      | chód na 20 km    | 1:24:35    |
| 2008    | Puchar świata w chodzie sportowym   | Czeboksary    | 4.      | chód na 20 km    | 1:19:04    |
| 2008    | Igrzyska olimpijskie                | Pekin         | 17.     | chód na 20 km    | 1:22:02    |
| Źródło: |                                     |               |         |                  |            |

## Rekordy życiowe
- chód na 5 km – 20:02 (27 września 2008, Bratkowice)
- chód na 10 km – 38:21 (27 sierpnia 2006, Hildesheim)
- chód na 20 km – 1:18:17 (12 marca 2005, Soczi)
- chód na 5000 m – 18:36,71 (22 lutego 1999, Spała)
- chód na 10 000 m – 39:13,60 (28 maja 2004, Ryga)

Halowe
- chód na 5000 m – 18:36,71 (22 lutego 1999, Spała)

Źródło: 

## Odznaczenia i wyróżnienia
W 2010 roku został odznaczony Srebrnym Krzyżem Zasługi.